# ديفيد بين
ديفيد بين هو ساحر استعراضي وكاتب كندي، ولد في 5 مارس 1961 في تورونتو في كندا.